# Alfred Dietrich

Professor Alfred Dietrich

Alfred Anton Dietrich (* 11. Juli 1843 in Pirna; † 6. September 1898 in der Kolonie Grunewald) war ein deutscher Schiffbauingenieur.

## Leben
In Pirna geboren, besuchte Dietrich in Dresden das Gymnasium, studierte Maschinenbau am Polytechnikum in Dresden und Schiffbau an dem Königlichen Gewerbeinstitut beziehungsweise der Gewerbeakademie Berlin.
Nach dem Studium arbeitet er im preußischen Marineministerium unter Elbertzhagen und dem Chefkonstrukteur Koch der Königlichen Admiralität. 1879 wurde Dietrich Kochs Nachfolger und beeinflusste maßgeblich die technische Entwicklung beim Bau der Flotte, denn in Dietrichs Amtszeit begannen deutsche Werften den Bau von Panzerschiffen, die vorher in England bestellt wurden. So gewannen deutsche Werften Erfahrungen in der Konstruktion und beim Bau von eisernen Schiffen. Auch in der Waffentechnik und der Antriebstechnik gab es wesentliche Neuerungen, an deren Einführung Dietrich großen Anteil hatte. Die dabei erworbenen Kenntnisse konnte er nicht nur innerhalb der Marine weitergeben. An der Gewerbeakademie und später an der Technischen Hochschule Charlottenburg hielt er bis 1898 nebenamtlich Vorlesungen im Fach „Konstruktion von Schiffen“. Ab 1880 war er bis zur Bildung des Reichsmarineamtes 1889 verantwortlicher Konstrukteur mit dem Aufgabenbereich Planung und Konstruktion von Schiffen. Anschließend übernahm er bis 1894 im Reichsmarineamt den Verantwortungsbereich der Schiffskonstruktion ohne das eine Abteilung gebildet worden war. Von 1894 bis 1898 war er den Vorstand des neu gebildeten Konstruktionsdepartements im Reichsmarineamt.
Dietrichs Leistungen im Marineschiffbau, in der Lehre und seine Vorträge wurden auch international anerkannt. Für sein 1896 vor der Institution of Naval Architects gehaltenen Vortrag erhielt er die goldene Medaille dieser Gesellschaft. Er hat sich sehr stark für die Idee einer deutschen schiffstechnischen Vereinigung eingesetzt, die ein Jahr nach seinem Tod als Schiffbautechnische Gesellschaft gegründet wurde. Er war Mitglied des Vereins Deutscher Ingenieure (VDI), dem er 1893 beitrat.
1894 wurde er Wirkl. Geh. Admiralitätsrat.
Dietrich starb 1898 in seiner Grunewalder Villa in der Wissmannstraße 8 und wurde auf dem dortigen Friedhof beigesetzt.